# Stabsführer
Stabsführer est un rang paramilitaire (en) des jeunesses hitlériennes du Troisième Reich, traduit par « chef du personnel ». Il est occupé par le membre le plus élevé dans la hiérarchie du corps des chefs adultes. Le Stabsführer sert comme adjoint du Reichsjugendführer (en).
Les SS-Oberabschnitt (principaux districts) et SS-Abschnitt] (sous-districts) des Allgemeine SS onr chacun leur propre Stabsführer pour diriger certains membres du district. Dans la SS-Abschnitt, ils sont souvent meneur de facto.

## Titulaires
- Karl Nabersberg (en) (1931-1934)
- Hartmann Lauterbacher (1934-1940)
- Helmut Möckel (1940-1945)
- Kurt Petter (en) (1945)

## Source de la traduction
- (en) Cet article est partiellement ou en totalité issu de l’article de Wikipédia en anglais intitulé « Stabsführer » (voir la liste des auteurs).